# Eli Terry

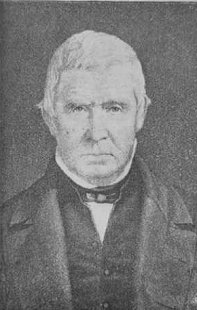
Eli Terry Senior.

Eli Terry Sr (East Windsor, 13 april 1772 - Plymouth (Connecticut), 24 februari 1852) was een Amerikaans uitvinder en horlogemaker in Connecticut. Hij introduceerde de massaproductie in de ambachtelijke kunst van het klokkenmaken, waardoor klokken betaalbaar werden voor de gemiddelde Amerikaanse burger.
Terry ontving een Amerikaans patent voor een plank-uurwerkmechanisme. Hij neemt ook een belangrijke plaats in in de geschiedenis van de opkomst van uitwisselbare onderdelen in de productie.
Terry werd een van de meest gewaardeerde mechanici in New England in het begin van de negentiende eeuw. Het dorp Terryville, Connecticut is genoemd naar zijn zoon, Eli Terry Jr.

## Publicaties
- Hoopes, Penrose R. Connecticut Clockmakers of the Eighteenth Century. Hartford, C.T.: Edwin Valentine Mitchell, Inc., 1930, ISBN 0-8048-1152-0.
- Jerome, Chauncey, History of the American Clock Business for the Past Sixty Years and Life of Chauncey Jerome. New Haven, Conn., 1860
- Muir, Diana, Reflections in Bullough's Pond; Economy and Ecosystem in New England, University Press of New England, 2000
- Roberts, Kenneth D. & Snowden Taylor Eli Terry and the Connecticut Shelf Clock, second edition. Fitzwilliam, New Hampshire: Ken Roberts Publishing Company, 1994.
- Smith, Alan, ed. The Country Life International Dictionary of Clocks. Middlesex, England: Country Life Books, 1979.

- International Standard Name Identifier: 0000 0000 6704 2345
- Library of Congress Control Number: n95023170
- SNAC: w6639qd6
- Union List of Artist Names: 500078934
- Virtual International Authority File: 16470271
- WorldCat: E39PBJrcqhWhftt4dkMppqqCwC